# 徳野洋一
徳野 洋一（とくの よういち、1980年9月24日 - ）は、日本のラグビー指導者。現在ジャパンラグビーリーグワン豊田自動織機シャトルズ愛知のヘッドコーチを務めている。

## プロフィール
- 大阪府出身[1]。
- ポジションはセンター(CTB)。
- 身長 173 cm、体重 85 kg
- ニックネームはダルマ、荒ぶる。
- U19日本代表に選ばれたことがある[2]。

## 来歴
東大阪ラグビースクールでラグビーを始めた。
1999年、啓光学園高校卒業後、同志社大学に入学する。なお啓光学園高校時代、高校日本代表に選ばれたことがある。
2002年、同志社大学ラグビー部の主将に就任した。
2003年、同志社大学卒業後、神戸製鋼コベルコスティーラーズに加入。
2007年、現役を引退した。
2019年、豊田自動織機シャトルズのアシスタントコーチに就任。同年11月、ロブ・ペニー退任に伴い、ヘッドコーチに昇格。